# Saint-Michel-de-Lanès
Saint-Michel-de-Lanès é uma comuna francesa na região administrativa de Occitânia, no departamento de Aude. Estende-se por uma área de 13,03 km². Em 2010 a comuna tinha 476 habitantes (densidade: 36,5 hab./km²).